# ブラジルヘビクビガメ
ブラジルヘビクビガメ（学名：Hydromedusa maximiliani）は、ヘビクビガメ科ナンベイヘビクビガメ属に分類されるカメ。ナンベイヘビクビガメ属の模式種。

## 分布
ブラジル南東部固有種

## 形態
最大甲長21センチメートル。背甲は扁平で、上から見ると楕円形。椎甲板にはあまり発達しない瘤状の盛り上がり（キール）がある。背甲の色彩は暗褐色。腹甲の左右の甲板の継ぎ目のうち、左右の腹甲板の継ぎ目の長さ（間腹甲板長）が最も短い。腹甲の色彩は淡黄色一色。
口角に左右に1つずつ突起がある。頭部背面の色彩は暗黄色で、腹面は白や淡黄色一色。
幼体は腹甲の色彩が暗褐色で、背甲と腹甲の継ぎ目（橋）や腹甲の外縁のみ淡黄色。

## 生態
主に山地や丘陵を流れる底質が岩で流れの澄んだ細流に生息するが、底質が泥の止水域に生息することもある。水中にある落ち葉が溜まった岩の割れ目などに潜り込んでいることが多い。
食性は動物食で、昆虫、甲殻類、環形動物、魚類、両生類の幼生などを食べる。

## 人間との関係
分布や生息環境が限定的なため生息数は多くないと考えられている。ブラジルは野生動物の輸出が厳しく規制されている。
ペットとして飼育されることもあり、日本にも輸入されている。日本では2004年に初めて確実な輸入例がある。